# Jaime de la Té y Sagau
Jaime de la Té y Sagau (Barcelone, 1684 - Lisbonne, 1736) est un compositeur espagnol actif à la cour du roi Jean V (roi de Portugal) à Lisbonne. 

## Œuvres
- Cantate Tiorba Cristalina
- Cantata a Santa Maria